# Борисов, Александр Ильич
Алекса́ндр Ильи́ч Бори́сов (род. 13 октября 1939, Москва, СССР) — советский учёный-биолог, публицист и общественный деятель, священник Русской православной церкви, до сентября 2010 года занимал пост президента Российского библейского общества. Кандидат биологических наук.

## Учёный-биолог
С 1956 по 1958 год работал слесарем, зарабатывая трудовой стаж, необходимый в те годы для поступления в вуз.
С 1958 по 1960 год учился в Институте народного хозяйства имени Г. В. Плеханова.
В 1960 году перевёлся на биолого-химический факультет Московского педагогического института имени В. И. Ленина. В том же году женился. Имеет двух дочерей-близнецов 1964 года рождения.
С 1964 года по окончании института работал в лаборатории радиационной генетики Института биофизики АН СССР, руководимой академиком Николаем Дубининым. Лаборатория была вскоре преобразована в Институт общей генетики АН СССР.
В 1969 году защитил диссертацию на тему «Адаптивное значение хромосомного полиморфизма и дальнейшая эволюция экологических рас у Drosophila funebris» с присуждением учёной степени кандидата биологических наук. Перешёл на работу в Институт биологии развития АН СССР, руководимый академиком Борисом Астауровым. Оппонентом на защите его диссертации был Николай Тимофеев-Ресовский.

## Священник
В 1972 году оставил научную работу и по благословению своего духовника отца Александра Меня поступил в 4-й класс Московской духовной семинарии.
В 1973 году окончил семинарию и рукоположён в сан диакона, в котором служил до 1989 года в храме иконы Божией Матери «Знамение» в Аксиньине.
С 1973 по 1978 год учился в Московской духовной академии, после её окончания защитил кандидатскую диссертацию на тему «Учение о человеке по богослужебным книгам». Кандидат богословия.
В 1989 году был рукоположён в сан священника (ранее такое рукоположение было невозможно из-за негативной позиции властей).
В 1991 году был назначен настоятелем храма святых бессребреников Космы и Дамиана в Шубине, возвращённого государством Русской православной церкви. В этот приход перешла значительная часть духовных детей погибшего протоиерея Александра Меня.
В 1991 году был избран президентом Российского библейского общества.
В 1999 году был награждён медалью святого благоверного князя Даниила Московского.
14 ноября 2000 года патриарх Алексий II возвёл отца Александра в сан протоиерея.

## Общественная деятельность
В 1990—1993 — депутат Моссовета.
В 1995—1997 — член общественного совета ТУ «Замоскворечье».
В 1997—1999 — советник районного Собрания района Замоскворечье.
Был членом Комиссии по вопросам помилования при Президенте РФ. Постоянный ведущий телепередачи «Пятое измерение» и программы «Радиоцерковь».

## Критика деятельности
В 1994 году на богословской конференции «Единство Церкви», организованной Православным Свято-Тихоновским гуманитарным университетом, священники Александр Борисов и Георгий Кочетков были подвергнуты резкой критике. Выступавшие на конференции обвиняли их в обновленчестве, богословском модернизме и самочинных нововведениях во вверенных им приходах. Отца Александра Борисова подвергали особой критике за книгу «Побелевшие нивы. Размышления о Русской православной церкви». В ней автор размышлял о невежестве духовенства и обрядоверии прихожан, о низкой богословской грамотности православных христиан в России, о проблемах духовного образования. Книга была написана в полемическом ключе, но наиболее дискуссионным стал вопрос о понимании её автором экуменизма. Известно, что отец Александр Борисов, как и его наставник отец Александр Мень, является убеждённым и практикующим экуменистом. Будучи президентом Российского библейского общества, он постоянно участвует в совместных исследовательских проектах, конференциях и симпозиумах с католиками и протестантами.
Противники деятельности отца Александра Борисова требовали применения к нему наказания со стороны священноначалия. Однако такового не последовало: он не только остался настоятелем храма, но и был возведён в сан протоиерея.

## Награды
- Благодарность Президента Российской Федерации (7 января 2002 года) — за активное участие в работе Комиссии по вопросам помилования при Президенте Российской Федерации[5]
- Почётная грамота Московской Городской думы (28 апреля 2004 года) — за заслуги перед городским сообществом[6]

## Труды
- Начало пути христианина. — Брюссель, 1990 [без указания автора]; 3-е изд., испр. и доп. — М., 1997.
- Побелевшие нивы. Размышления о Русской Православной Церкви. — М., 1994.
- Добро и зло в нашей жизни. — М., 2004.
- Беседы со слушателями радиостанции «Надежда». — М., 2009.

Отец Александр Борисов перевёл с английского языка несколько книг религиозного содержания, среди них — «Жизнь после жизни: исследование феномена — переживание смерти тела» Реймонда Муди (1976), «Как устоять в любви. Почему я боюсь любить» Джона Пауэлла (1980).